# Copa de Clubes de Asia 1998-99
La Copa de Clubes de Asia de 1999 fue la 18.ª edición del torneo de fútbol más importante a nivel de clubes de Asia organizado por la AFC.
El Júbilo Iwata de Japón venció en la final al Esteghlal FC de Irán en la final para lograr el título por primera ocasión.

## Primera Ronda

### Asia Occidental
| Equipo 1            | Agr.     | Equipo 2         | Ida | Vuelta     |
| ------------------- | -------- | ---------------- | --- | ---------- |
| Al-Quwa Al-Jawiya   | 9-01     | Khidmat Rafah    | 7-0 | 2-0        |
| Al-Ain              | 7-2      | Oman Club        | 5-2 | 2-0        |
| Al-Ansar            | (v.) 3-3 | Al-Arabi         | 1-0 | 2-3        |
| West Riffa          | 2-3      | Al-Wahda         | 2-0 | 0-3 (pró.) |
| Al-Salmiya          | 2-3      | Al-Hilal         | 0-0 | 2-3        |
| Köpetdag Aşgabat    | 4-42     | Irtysh           | 4-1 | 0-3        |
| Vakhsh Qurghonteppa | w/o3     | Neftchi Farg'ona |     |            |
| Esteghlal           | bye      |                  |     |            |

1 ambos partidos se jugaron en Bagdad, Irak por mutuo acuerdo. 

2 el Irtysh fue expulsado del torneo por usar 2 jugadores que no estaban inscritos para el torneo. 

3 el Neftchi Farg'ona abandonó el torneo.

### Asia Oriental
| Equipo 1               | Agr. | Equipo 2            | Ida | Vuelta |
| ---------------------- | ---- | ------------------- | --- | ------ |
| Pohang Steelers        | 6–0  | Cảng Sài Gòn        | 2–0 | 4–0    |
| Singapore Armed Forces | 2–4  | Selangor1           | 1–4 | 1–0    |
| Instant-Dict           | 0–7  | Júbilo Iwata        | 0–3 | 0–4    |
| Tero Sasana2           | 6–1  | Three Star          | 6–1 | n/p3   |
| Dalian Wanda           | 6–0  | East Bengal         | 6–0 | 0–0    |
| Valencia               | 0–6  | Busan Daewoo Royals | 0–2 | 0–4    |
| Allied Bank            | w/o4 | Saunders            |     |        |
| Finance and Revenue    | 4    | Persebaya Surabaya  |     |        |

1 el Tero Sasana tomó el lugar del Sinthana, quien era el campeón, pero abandonó el torneo por los excesivos costos de viaje. 

2 la serie se jugó a 1 solo partido por mutuo acuerdo. 

3 el Allied Bank abandonó el torneo. 

4 el Finance and Revenue abandonó el torneo.

## Segunda Ronda

### Asia Occidental
| Equipo 1            | Agr. | Equipo 2         | Ida | Vuelta |
| ------------------- | ---- | ---------------- | --- | ------ |
| Al-Quwa Al-Jawiya   | 1-3  | Esteghlal        | 1-1 | 0-2    |
| Al-Ain              | 3-2  | Al-Ansar         | 3-1 | 0-1    |
| Al-Wahda            | 2-6  | Al-Hilal         | 2-2 | 0-4    |
| Vakhsh Qurghonteppa | 0-6  | Köpetdag Aşgabat | 0-1 | 0-5    |

### Asia Oriental
| Equipo 1        | Agr. | Equipo 2            | Ida | Vuelta |
| --------------- | ---- | ------------------- | --- | ------ |
| Dalian Wanda    | 3–1  | Tero Sasana         | 3–0 | 0–1    |
| Júbilo Iwata    | 4-0  | Persebaya Surabaya  | 4-0 | 1      |
| Saunders        | 1–9  | Busan Daewoo Royals | 1–4 | 0–5    |
| Pohang Steelers | 10–1 | Selangor            | 6–0 | 4–1    |

1 La serie se jugó a 1 partido por mutuo acuerdo.

## Cuartos de final

### Asia Occidental
Todos los partidos se jugaron en Abu Dhabi, Emiratos Árabes Unidos.
| Pos. | Equipo           | Pts. | PJ | G | E | P | GF | GC | Dif. | Clasificación |
| ---- | ---------------- | ---- | -- | - | - | - | -- | -- | ---- | ------------- |
| 1    | Al-Ain           | 6    | 3  | 2 | 0 | 1 | 7  | 2  | +5   | Semifinales   |
| 2    | Esteghlal        | 6    | 3  | 2 | 0 | 1 | 3  | 2  | +1   | Semifinales   |
| 3    | Al-Hilal         | 3    | 3  | 1 | 0 | 2 | 5  | 5  | 0    |               |
| 4    | Köpetdag Aşgabat | 3    | 3  | 1 | 0 | 2 | 4  | 10 | −6   |               |

 Fuente: 
| 25 de febrero de 1999 | Köpetdag Aşgabat | 1-6 | Al-Ain                                                    | Khalifa bin Zayed Stadium, Al Ain |  |
|                       | Bairamov 20'     |     | Hamad 5' 80' · Shila 14' 41' · Abédi Pelé 55' · Saeed 86' |                                   |  |

| 25 de febrero de 1999 | Al-Hilal     | 1–2 | Esteghlal                     | Khalifa bin Zayed Stadium, Al Ain |  |
|                       | Abdullah 47' |     | Majidi 13' · Dinmohammadi 40' |                                   |  |

| 27 de febrero de 1999 | Al-Ain | 0–1 | Esteghlal     | Khalifa bin Zayed Stadium, Al Ain |  |
|                       |        |     | Akbarpour 70' |                                   |  |

| 27 de febrero de 1999 | Al-Hilal                                                             | 4–2 | Köpetdag Aşgabat               | Khalifa bin Zayed Stadium, Al Ain |  |
|                       | Litana 17' · Al-Temyat 21' · A. Al-Dossary 41' · Al-Jaber 62' (pen.) |     | Kuldjaqasov 14' · Bairamov 31' |                                   |  |

| 1 de marzo de 1999 | Al-Ain    | 1–0 | Al-Hilal | Khalifa bin Zayed Stadium, Al Ain |  |
|                    | Harib 68' |     |          |                                   |  |

| 1 de marzo de 1999 | Esteghlal | 0–1 | Köpetdag Aşgabat | Khalifa bin Zayed Stadium, Al Ain |  |
|                    |           |     | Khalikov 72'     |                                   |  |

### Asia Oriental
Todos los partidos se jugaron en Chongqing, China.
| Pos. | Equipo              | Pts. | PJ | G | E | P | GF | GC | Dif. | Clasificación |
| ---- | ------------------- | ---- | -- | - | - | - | -- | -- | ---- | ------------- |
| 1    | Dalian Wanda        | 5    | 3  | 1 | 2 | 0 | 5  | 3  | +2   | Semifinales   |
| 2    | Júbilo Iwata        | 4    | 3  | 1 | 1 | 1 | 3  | 3  | 0    | Semifinales   |
| 3    | Pohang Steelers     | 3    | 3  | 0 | 3 | 0 | 3  | 3  | 0    |               |
| 4    | Busan Daewoo Royals | 2    | 3  | 0 | 2 | 1 | 3  | 5  | −2   |               |

 Fuente: 
| 10 de febrero de 1999 | Júbilo Iwata | 1–1 | Pohang Steelers  | Datianwan Stadium, Chongqing, China |  |
|                       | Kallon 28'   |     | Park Sang-in 48' |                                     |  |

| 10 de febrero de 1999 | Busan Daewoo Royals                          | 2–2 | Dalian Wanda                    | Datianwan Stadium, Chongqing, China |  |
|                       | Ahn Jung-Hwan 45' (pen.) · Kim Jae-Young 81' |     | Hao Haidong 42' · Wang Peng 64' |                                     |  |

| 12 de febrero de 1999 | Busan Daewoo Royals  | 1–1 | Pohang Steelers  | Datianwan Stadium, Chongqing, China |  |
|                       | Lee Savik 17' (a.g.) |     | Park Sang-in 15' |                                     |  |

| 12 de febrero de 1999 | Dalian Wanda       | 2–0 | Júbilo Iwata | Datianwan Stadium, Chongqing, China |  |
|                       | Hao Haidong 1' 74' |     |              |                                     |  |

| 14 de febrero de 1999 | Busan Daewoo Royals | 0–2 | Júbilo Iwata            | Datianwan Stadium, Chongqing, China |  |
|                       |                     |     | Nawawi 63' · Sripan 90' |                                     |  |

| 14 de febrero de 1999 | Pohang Steelers | 1–1 | Dalian Wanda  | Datianwan Stadium, Chongqing, China |  |
|                       | Jassim 60'      |     | Wang Peng 16' |                                     |  |

## Semifinales
| 28 de abril de 1999 | Al-Ain        | 2–2 (t. s.)(2–4 p.) | Júbilo Iwata            | Azadi Stadium, Tehran, Irán |  |
|                     | Hasan 35' 66' |                     | Tanaka 15' · Fujita 37' |                             |  |

| 28 de abril de 1999 | Dalian Wanda                   | 3–4 (t. s.) | Esteghlal                                    | Azadi Stadium, Tehran, Irán |  |
|                     | Yan Song 60' 63' · Li Ming 77' |             | Fekri 44' · Mousavi 51' 108' · Akbarpour 84' |                             |  |

## Tercer Lugar
| 30 de abril de 1999 | Al-Ain                                  | 3–2 | Dalian Wanda               | Azadi Stadium, Tehran, Irán |  |
|                     | Traoré 7' · Abédi Pelé 61' · Farhan 80' |     | Yan Song 23' · Nemelek 44' |                             |  |

## Final
| 30 de abril de 1999 | Júbilo Iwata              | 2–1 | Esteghlal        | Azadi Stadium, Tehran, Irán |  |
|                     | Suzuki 36' · Nakayama 45' |     | Dinmohammadi 66' |                             |  |

## Campeón
| Bandera de Japón                 |
| Campeón Júbilo Iwata 1.er título |